# زیردریایی یو-۳۵۹
زیردریایی یو-۳۵۹ (به انگلیسی: German submarine U-359) یک زیردریایی بود که طول آن ۶۷٫۱ متر (۲۲۰ فوت ۲ اینچ) بود. این زیردریایی در سال ۱۹۴۲ ساخته شد.